# Galiza Ceive-OLN

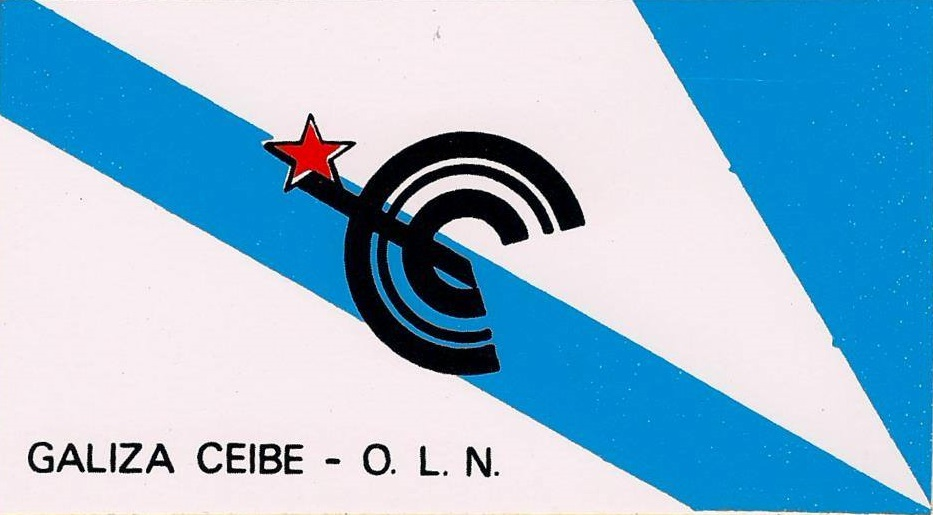

Galiza Ceive-Organização para a Libertação Nacional ou, mais comunmente Galiza Ceive-OLN, foi uma organização marxista-leninista e independentista galego, ativa entre 1980 e 1989.

## História

### Antecedentes
Em 1980, o clandestino Partido Galego do Proletariado (PGP), uma cisão da União do Povo Galego (UPG), decidiu apresentar candidatos às eleições autárquicas na Galiza. Vários militantes do PGP foram incluídos, como independentes, nas candidaturas de Unidade Galega (UG), que atingiu 6,35% dos votos e 141 vereadores, dos quais três pertenciam ao PGP (em Compostela, Monforte de Lemos e Vilaboa. Em Vigo, porém, o PGP criou uma plataforma própria para concorrer às eleições, sob a denominação GC-OLN, que em breve terminou tornando-se organização além da simples conjuntura eleitoral. Em 1980, com efeito, o PGP aprovou a sua auto-dissolução para continuar sob a nova denominação. 

### Primeiros anos
Em 1981, GC-OLN ocupava definitivamente o espaço independentista e marxista-leninista à margem da UPG, na altura a maior organização do nacionalismo galego, mas isso não impossibilitou que em 1982 participasse com a UPG, a AN-PG, o PSG e a ANG na assembleia nacionalista de Riazor que iria dar origem ao Bloco Nacionalista Galego (BNG) com grande coaligação do nacionalismo galego para contrarrestar a força da Alianza Popular liderada pelo ex-ministro franquista Manuel Fraga Iribarne. Contudo, o rechaço, da parte de GC-OLN a participar nas eleições, fez com que abandonasse a nova organização, ficando à margem.
Nas eleições de 1983, GC-OLN apresenta candidaturas em coaligação com o Partido Comunista Operário Espanhol (PCOE), liderado por Enrique Líster e enfrentado à linha eurocomunista do Partido Comunista de Espanha (PCE). Nasceram assim as Candidatura de Unidade Popular (CUP). Os resultados, por enquanto, defraudaram as expectativas, o que levou o líder de GC-OLN, Xosé Luís Méndez Ferrín a pedir a auto-dissolução da organização na VI Assembleia Nacional, o que foi rechaçado pela maioria. Ferrín e outros membros abandonaram finalmente o partido e a liderança recai em Antom Árias Curto, mecânico industrial que tinha sido detido em 1980 por fazer parte da organização armada Luta Armada Revolucionária (LAR), apoiada por GC-OLN, e que em 1983 tinha sido amnistiado pelo governo espanhol do PSOE. 

### A Frente Popular Galega
Em 1986, produziu-se mais uma quebra no seio UPG, levada em frente pelo Colectivo Comunista 22 de Março, que se opunha a que o BNG participasse nas eleições ao Parlamento da Galiza. A cisão deu origem a um novo partido, denominado Partido Comunista de Libertação Nacional, liderado por Mariano Abalo, Manuel Caamaño ou Xan Carballo, na altura Secretário Geral da Intersindical Nacional dos Trabalhadores Galegos (INTG). A cisão não se verificou na prática até 1987, quando na III Assembleia Nacional do BNG, o PCLN é expulso pelo seu apoio aos bascos de Herri Batasuna nas eleições ao Parlamento europeu para as quais também o BNG se candidatava. 
Com a expulsão do PCLN, GC-OLN e outros coletivos independentistas menores como os Grupos Independentistas Galegos (GIGa), que tinham ficado à margem de um crescente BNG, chamaram a um processo constituinte para uma nova coaligação, que se formalizou finalmente em 1988 sob o nome de Frente Popular Galega (FPG). Com o tempo, a FPG verificou-se como a mais exitosa proposta de aglutinação do nacionalismo fora do BNG, ao ponto de que o próprio PCLN terminou aprovando a sua auto-dissolução dentro da frente. GC-OLN continuou, por enquanto, organizada dentro da FPG. Porém, as disputas com os ex-membros do PCLN, principalmente à volta do apoio de GC-OLN à luta armada desenvolvida pelo EGPGC, ativo desde 1987, criaram uma profunda divisão na nova organização, mesmo embora alguns dos membros do EGPGC estarem vinculados ao próprio PCLN. A situação resolveu-se com a saída de GC-OLN da FPG só um ano após a sua criação.

## Assembleia do Povo Unido e dissolução
Com GC-OLN fora da FPG, o apoio ao papel do EGPGC tornou-se mais evidente e decidido, ao ponto de constituir o braço político da organização armada. Galiza Ceive-OLN decide então auto-dissolver-se no seio de uma nova organização criada por si, a Assembleia do Povo Unido (APU), que se constituiu formalmente em 1989 e que até 1995 recolhe a militância e os princípios programáticos de Galiza Ceive-Organização para a Libertação Nacional.